# Distretto di Mělník

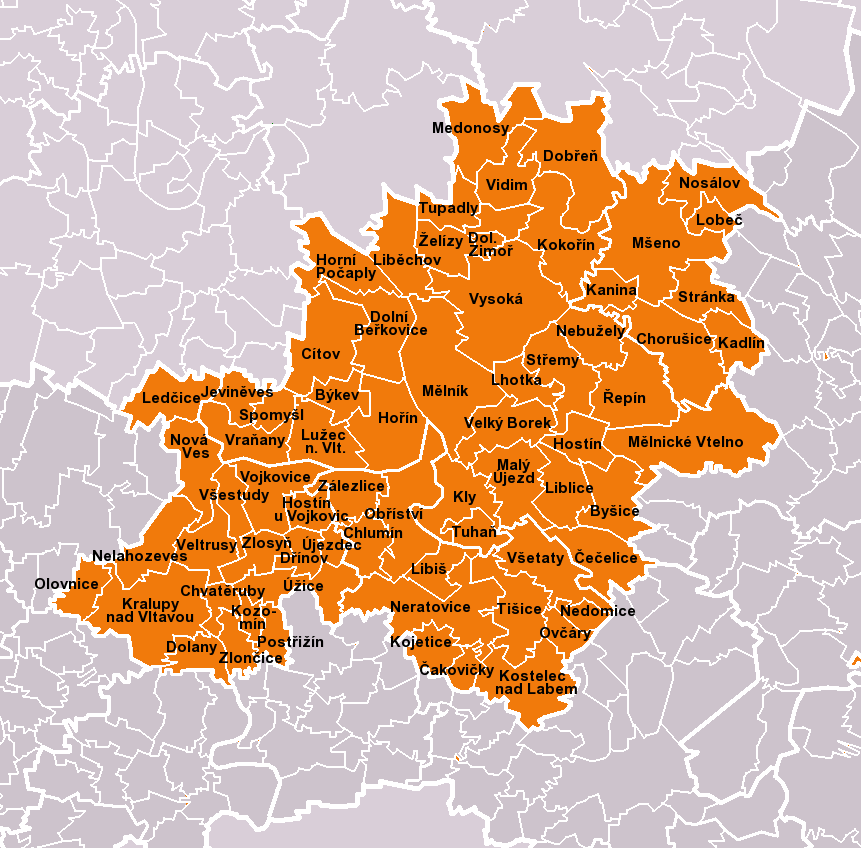
Comuni del distretto

Il distretto di Mělník (in ceco okres Mělník) è un distretto della Repubblica Ceca nella regione della Boemia Centrale. Il capoluogo di distretto è la città di Mělník.

## Geografia antropica
Il distretto conta 69 comuni:

### Città
- Kostelec nad Labem
- Kralupy nad Vltavou
- Liběchov
- Mělník
- Mšeno
- Neratovice
- Veltrusy

### Comuni mercato
- Všetaty

### Comuni
- Býkev
- Byšice
- Chlumín
- Chorušice
- Chvatěruby
- Cítov
- Čakovičky
- Čečelice
- Dobřeň
- Dolany
- Dolní Beřkovice
- Dolní Zimoř
- Dřínov
- Horní Počaply
- Hořín
- Hostín
- Hostín u Vojkovic
- Jeviněves
- Kadlín
- Kanina
- Kly
- Kojetice
- Kokořín
- Kozomín
- Ledčice
- Lhotka
- Libiš
- Liblice
- Lobeč
- Lužec nad Vltavou
- Malý Újezd
- Medonosy
- Mělnické Vtelno
- Nebužely
- Nedomice
- Nelahozeves
- Nosálov
- Nová Ves
- Obříství
- Olovnice
- Ovčáry
- Postřižín
- Řepín
- Spomyšl
- Stránka
- Střemy
- Tišice
- Tuhaň
- Tupadly
- Újezdec
- Úžice
- Velký Borek
- Vidim
- Vojkovice
- Vraňany
- Všestudy
- Vysoká
- Zálezlice
- Zlončice
- Zlosyň
- Želízy